# Souimanga à queue verte
Aethopyga nipalensis
Espèce
Statut de conservation UICN

 LC  : Préoccupation mineure
Le Souimanga à queue verte (Aethopyga nipalensis) est une espèce de passereaux de la famille des Nectariniidae. 

## Répartition et sous-espèces
Selon la classification de référence du Congrès ornithologique international (15.1, 2025) :
- A. n. horsfieldi (Blyth, 1843) — ouest de l'Himalaya ;
- A. n. nipalensis (Hodgson, 1836) — de l'ouest du Népal au Sikkim ;
- A. n. koelzi Ripley, 1948 — de l'est de l'Himalaya et massif de Purvanchal (en) au centre de la Chine et nord de l'Indochine ;
- A. n. victoriae Rippon, 1904 — Chin Hills ;
- A. n. karenensis Ticehurst, 1939 — Karen Hills (en) ;
- A. n. angkanensis Riley, 1929 — Doi Inthanon ;
- A. n. australis Robinson & Kloss, 1923 — collines de Tenasserim (au sud de l'isthme de Kra) ;
- A. n. blanci Delacour & Greenway, 1939 — Laos ;
- A. n. ezrai Delacour, 1926 — sud du Viêt Nam.

## Classification
Le nom valide complet (avec auteur) de ce taxon est Aethopyga nipalensis (Hodgson, 1836).
L'espèce a été initialement classée dans le genre Cinnyris sous le protonyme Cinnyris nipalensis Hodgson, 1836
Ce taxon porte en français le nom vernaculaire ou normalisé suivant : Souimanga à queue verte.